# Ardzinbové

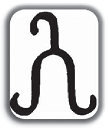
Tamga Ardzinbů

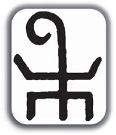
Další tamga Ardzinbů

Ardzinbové (abchazsky Арӡынба) jsou starý abchazský rod. Název jejich rodu lze do češtiny přeložit jako Stříbrný nebo Stříbrný syn (Араӡны – stříbro; -ба – koncovka jmen znamenající „syn“). 

## Původ
Do současnosti se nedochovaly žádné spolehlivé doklady o původu a nejstarších dějinách tohoto významného abchazského rodu. Je pouze známo, že Ardzinbové mají společný původ s některými abchazskými a abázskými rody, mezi něž patří: Adzinbové (Адзинба), Kvadzbové (Квадзба), Adzinovci (Адзинов), Kodzevci (Кодзев), Žirovci (Жиров) – Džir-ipové (Џьир-иҧа). Všechny tyto uvedené rody se i v současnosti považují za bratrské. Původ všech těchto rodů je obecně umisťován do horské oblasti Abcházie kolem současné vesnice Pschu na horním toku řeky Bzyb. Zároveň se až do zhruba poloviny 19. století objevovaly zmínky o horském společenství Abchazů zvané Achčipsa, jež obývalo oblast téměř u pramene řeky Mzymty. Na začátku 19. století žili členové rodů Ardzinba, Adzinba a Kvadzba v téměř všech horských oblastech Abcházie (ve Pschu, v Achčipse, v Dalu, v Cabalu a v dalších). Ardzinbové spolu s Kvadzby patřili v té době již k nejpočetnějším a jejich členové patřili k nejvlivnějším osobnostem v horách Abcházie a také v historickém regionu Sadzen. 
Avšak v roce 1864 skončila Kavkazská válka, v níž obyvatelé Předkavkazska prohráli a Ruské impérium zabralo oblast Kavkazu. Následkem války byla velká část obyvatel Abcházie deportována z vlasti do Osmanské říše v rámci tzv. mahadžirstva, a to se týkalo i členů rodu Ardzinba. V důsledku toho značná část rodu v současnosti žije na území Turecka, Severní Makedonie, Německa a v dalších státech. Některým členům rodu se však povedlo vyhnout se této nucené deportaci do dalekých zemí tím, že po dobytí Pschu Rusy požádali carské úřady o svolení k přesídlení do oblasti na sever od Kavkazu. Po přesídlení spolu s dalšími členy abchazských a abázských rodů, kterým to bylo umožněno, založili v roce 1866 obec Staro-Kuvinsk (rusky: Старо-Кувинск; abázsky: Хъвыжв-Ду) na území Karačajsko-Čerkeska. Malá část Ardzinbů směla v Abcházii zůstat a část vysídlenců se do konce 19. století směla vrátit. Ti pak žili v obcích Durypš, Ešera, Ačandara a dalších.
Nositelé příjmení Ardzinba tedy až do druhé poloviny 19. století obývali horské oblasti Abcházie. A zatímco v nížinách a u moře byla abchazská populace v té době rozdělená na šlechtu, svobodné rolníky a nevolníky, v horských oblastech bylo takové rozdělení spíše jen formální, tamní obyvatelstvo si tam vládlo samo a své vůdce si volilo z řad nejstatečnějších a nejsilnějších. Neexistoval tam feudální systém ani rozdělení společnosti na urozené a neurozené, spíše převládalo zvykové právo a vojenská demokracie. Proto nelze rod Ardzinba klasifikovat vyloženě jako šlechtický, avšak jeho členové byli svobodní.

## Významní členové
Zde je seznam některých významných členů rodu Ardzinbů.

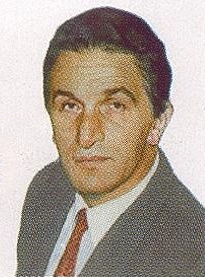
Vladislav Ardzinba, první prezident Abcházie v letech 1994–2005, neuznaného nezávislého státu

- Vladislav Ardzinba (1945–2010) – první prezident Republiky Abcházie, doktor historie, politik.
- Grigorij Šagovič Ardzinba (1919–1982) – sovětský ekonom a politik. Poslanec Nejvyššího sovětu SSSR v letech 1950–1958. Hrdina socialistické práce.
- Marija Kukunovna Ardzinbová (1923–1995) – rolnice na čajové plantáži, sovětská politička, poslankyně Nejvyššího sovětu SSSR v letech 1947–1951. Hrdinka socialistické práce.
- Leonid Basjatovič Ardzinba (* 1941) – veterán války v letech 1992–1993, velitel protivzdušné obrany. V letech 1993–2013 byl předsedou jezdeckého svazu Abcházie.
- Sergej Konstantinovič Ardzinba (1944–2005) – doktor, kandidát medicínských věd.
- Salybej Zosimovič Ardzinba (1957—2003) – veterán války v letech 1992–1993, velitel 2. brigády 2. batalionu. První předseda abchazského tenisového svazu.
- Zaur Džotovič Ardzinba (1950–2015) – podnikatel a politik, ředitel abchazského podniku zabývajícího se lodní dopravou.
- Pavel Charitonovič Ardzinba (1951–2017) – podnikatel, veterán války v letech 1992–1993. Obviněn z pokusů o atentát na Aleksandra Ankvaba, zavražděn.
- Dmitrij Grigorjevič Ardzinba (* 1957) – politik, poslanec Abchazského lidového shromáždění v letech 2017–2022.
- Gennadij Leontěvič Ardzinba (* 1959) – ekonom, politik, válečný veterán války v letech 1992–1993. V letech 1994 až 2002 byl náměstkem předsedy Státního výboru daní a poplatků Abcházie, od roku 2002 náměstkem ministra daní a poplatků Abcházie.
- Jurij Konstantinovič Ardzinba (1963–1993) – voják, padl ve válce.
- Tajfun Najmovič Ardzinba (* 1970) – politik, poslanec Abchazského lidového shromáždění v letech 2012–2022. Veterán války v letech 1992–1993, repatriant z Turecka.
- Inga Šutijevna Ardzinbová (* 1965) – docentka ekonomie, kandidátka věd, zaměstnankyně Abchazské státní univerzity.
- Adgur Amiranovič Ardzinba (* 1982) – doktor ekonomie, politik, v letech 2015–2020 byl ministr hospodářství Abcházie a od 2019 i místopředsedou vlády, v roce 2020 kandidoval na funkci prezidenta země.
- Almaschan Zurabovič Ardzinba (* 1986) – politik, poslanec Abchazského lidového shromáždění v letech 2017–2022.
- Alisa Dmitrijevna Ardzinbová (* 1985) – politička, v letech 2007–2016 zaměstnankyně Abchazského lidového shromáždění, od roku 2016 státní tajemnice a náměstkyně ministra zdravotnictví.
- Inal Batuvič Ardzinba (* 1990) – ruský ekonom, diplomat, poradce státu 3. třídy, druhý asistent prezidenta Ruské federace, v letech 2017–2018 řídil odbor sociální a hospodářské spolupráce se zeměmi SNS a s Abcházií a Jižní Osetií, od roku 2018 je předsedou veřejné rady mládeže patriarchy Kirilla.